# Bello (kommunhuvudort)
Bello är en kommunhuvudort i Spanien. Den ligger i provinsen Provincia de Teruel och regionen Aragonien, i den centrala delen av landet, 190 km öster om huvudstaden Madrid. Bello ligger 1 007 meter över havet och antalet invånare är 346.
Terrängen runt Bello är huvudsakligen platt, men norrut är den kuperad. Runt Bello är det glesbefolkat, med 9 invånare per kvadratkilometer. Närmaste större samhälle är Calamocha, 16,9 km öster om Bello. Omgivningarna runt Bello är i huvudsak ett öppet busklandskap.